# Ramphotyphlops lorenzi
Espèce
Synonymes
- Typhlops lorenzi Werner, 1909

Statut de conservation UICN

 DD  : Données insuffisantes
Ramphotyphlops lorenzi est une espèce de serpents de la famille des Typhlopidae.

## Répartition
Cette espèce est endémique de Kalimantan eN Indonésie.

## Description
L'holotype de Ramphotyphlops lorenzi mesure 337 mm.

## Étymologie
Son nom d'espèce lui a été donné en l'honneur de Theodore K. Lorenz (1842–1909) qui a collecté l'holotype.

## Publication originale
- Werner, 1909 : Über neue oder seltene Reptilien des Naturhistorischen Museums in Hamburg. Jahrbuch der hamburgischen Wissenschaftlichen Anstalten, vol. 26, p. 205-247 (texte intégral).